# Vattentäkt
| Bornsjön är Stockholms reservvattentäkt och sköts av Stockholm Vatten. |  | Bornsjön är Stockholms reservvattentäkt och sköts av Stockholm Vatten. |
| Bornsjön är Stockholms reservvattentäkt och sköts av Stockholm Vatten. |  |                                                                        |

En vattentäkt är en naturlig sötvattenförekomst som utnyttjas till vattenförsörjning.

## Begreppsförklaring
Man skiljer mellan ytvattentäkt (insjö, vattendrag och liknande) och grundvattentäkt (grundvatten, källa, brunn och liknade). En grundvattentäkt är vanligen en grävd schaktbrunn, eller en smalare rörbrunn (grusfilterbrunn eller formationsfilterbrunn). Äldre kommunala brunnar var ofta schaktbrunnar, men idag utförs endast rörbrunnar för kommunala ändamål. Rörbrunnarnas filterdel, där grundvattnet strömmar in i brunnen, består oftast av rostfritt stål samt en kontinuerlig slits i spiralform, där slitsvidden är anpassad till kornstorleken utanför.
Man skiljer också för kommunalt ändamål mellan ordinarie vattentäkt, reservvattentäkt och nödvattentäkt. Den ordinarie vattentäkten är den som normalt vattenförsörjer det kommunala vattennätet. Reservvattentäkten är den vattentäkt som istället som alternativ kan kopplas in på medellång till lång sikt om den ordinarie vattentäkten skadas. Nödvattentäkt är sådan provisorisk vattentäkt som akut på kort sikt (ca 2-15 dygn) kan överta den ordinarie vattentäktens funktion. Vattnet från dessa tre typer måste uppfylla normerna. Vanligen finns planer för hur vattenförsörjningen ska ordnas under extra-ordinarie omständigheter.
Vattentäkt eller bortledandet av vatten från ett grundvattenmagasin under lång tid förutsätter att uttagets medelvärde måste vara mindre än grundvattenbildningens medelvärde (vattenbalans föreligger). Uttagets momentana storlek bestäms av jordens genomsläpplighet samt den avsänkning som kan göras. Man kan fortsätta att ta ut vatten från ett grundvattenmagasin, även om ingen ny grundvattenbildningens sker, men då kommer grundvattennivåer att sjunka till dess att grundvattenbildningen överstiger uttaget.
Om jorden är tillräckligt genomsläpplig för det önskvärda momentana uttaget, men grundvattenbildningen är för liten för att motsvara det önskade uttaget, kan grundvattenbildningen förstärkas med s.k. konstgjord infiltration, ofta på bassänger. Råvattnet till dessa bassänger tas ofta från ytvattendrag eller sjöar, där medelflödet (MQ) dessa vattendrag måste vara minst 10-20 ggr högre än behövt uttag för infiltrationen för att säkerställa tillgången för infiltration under också lågvattenflöden.

## Historik
I alla tider har vattentäkter varit viktiga för människans vattenförsörjning. Innan vattenverk skickade ut renat råvatten till förbrukaren var vattenkällor, sjöar, vattendrag och brunnar enda tillgång till dricksvatten, om man inte villa samla upp regnvatten eller smälta snö och is. Genom avlopp förorenade vattentäkter kan leda till svåra sjukdomar främst kolera.
En del kallvattenkällor innehåller mineraler eller kolsyra (se surbrunn) som exempelvis Vårby källa. Vårby hälsobrunn (eller Wårby hälsobrunn) grundades den 31 augusti 1707 då vattenprov från källan togs under närvaro av läkaren Urban Hjärne. Källan var dock känd redan på 1680-talet. Andra kända hälsobrunnar i Sverige är Ronneby brunn från 1705 och Ramlösa hälsobrunn från 1707.
För att säkerställa att dricksvattnet är av god kvalitet kan området runt en vattentäkt skyddas av ett vattenskyddsområde. Av miljöbalken framgår: "Ett mark- eller vattenområde får av länsstyrelsen eller kommunen förklaras som vattenskyddsområde till skydd för en grund- eller ytvattentillgång som utnyttjas eller kan antas komma att utnyttjas för vattentäkt". Detta betyder att kommunen gör det vattenskydd som kommunen på goda grunder anser sig behövas, under överinseende av tillsynsmyndigheterna. Vattenskyddsområdet och vattenskyddsföreskrifterna är alltså ingen uppgift där förhandling om utformningen sker, även om information och samråd sker i processen med myndigheter och berörda.
En av Sveriges största vattentäkter är Östra Mälaren, där Stockholm och flera kranskommuner tar sitt dricksvatten. Vattentäkten försörjer 1,7 miljoner människor med dricksvatten från bland annat Norsborgs vattenverk och Lovö vattenverk.

## EU-direktiv
För att säkerställa en hållbar vattenanvändning har EU fastställt ett ramdirektiv för Europa. För att uppnå detta ska alla allmänna dricksvattentäkter ha fastställda vattenskyddsområden senast 2010.